# Efekt Coandy

Demonstracja efektu Coandy

Efekt Coandy – zjawisko fizyczne polegające na tym, iż strumień płynu (gazu lub cieczy) ma tendencję do przylegania do najbliższej powierzchni. Efekt został nazwany od nazwiska odkrywcy Henri Coandy.

## Odkrycie
Henri Coandă dokonał odkrycia tego efektu podczas eksperymentów z jego samolotem Coandă 1910, który był pierwszym samolotem wykorzystującym wczesny model silnika odrzutowego. W 1934 r. opatentował we Francji „Metodę i urządzenie do odchylenia płynu w inny płyn”. Zjawisko znane jako efekt Coandy zostało opisane przez odkrywcę jako „Odchylenie strugi płynu, która w bliskości z wypukłą przeszkodą przedostaje się do innego płynu”.
John Carver Meadows Frost pracownik firmy Avro Canada, wykorzystując prace Coandy w zastosowaniu jego badań, a w szczególności prace na temat Aerodina Lenticulara, spędził sporo czasu badając efekt, co pozwoliło mu zaprojektować serię pojazdów podobnych do poduszkowców „wywróconych na lewą stronę”, w których powietrze wydostawało się dookoła zewnętrznej części i było skierowywane w dół przez odchylenie go pochylonym pierścieniem. Była to innowacja w stosunku do tradycyjnych poduszkowców, gdzie powietrze było wdmuchiwane do części centralnej i skierowywane w dół przez elastyczny fartuch. Jedynym projektem jaki kiedykolwiek został zbudowany jest Avro Canada VZ-9-AV Avrocar.
Samolot opierający się na efekcie Coandy zbudowali także Rosjanie, konstrukcja nosi nazwę EKIP (Tarielka).

## Zastosowania
Efekt Coandy ma wiele zastosowań w różnych urządzeniach lotniczych, gdzie powietrze poruszające się nad skrzydłem może być skierowane w stronę ziemi poprzez użycie łopatek i ustawienie dyszy ponad zakrzywioną powierzchnią. Przepływ powietrza z silnika odrzutowego umiejscowionego w „łusce” nad skrzydłem wytwarza siłę nośną przez turbulentne zawirowania które nie mają miejsca w przypadku normalnych skrzydeł.
Zostało to pierwszy raz zastosowane w praktyce w projekcie AMST prowadzonym przez Amerykańskie Siły Powietrzne. Kilka samolotów, szczególnie w Boeingu YC-14 (pierwszy nowoczesny model wykorzystujący zjawisko), zostało zbudowanych w celu wykorzystania zalet efektu Coandy przez zamontowanie silnika turbowentylatorowego na wierzchu skrzydeł, by zapewnić wysoką prędkość przepływu powietrza nawet przy niskich prędkościach lotu, lecz do dziś tylko jeden samolot używający tego systemu był produkowany w większej ilości, Antonow An-72. McDonnell Douglas YC-15 i jego następca, Boeing C-17 Globemaster III, także wykorzystują ten efekt, jednak w mniejszym stopniu.